# Veronica Tennant
Pour les articles homonymes, voir Tennant.
Veronica Tennant CC, MSRC, LL.D., D.Litt., née le 15 janvier 1946 en Angleterre, est une danseuse, auteure, productrice, scénariste et réalisatrice canadienne d'origine britannique.

## Biographie
Veronica Tennant est née à Londres (Angleterre) en 1946 et elle émigre au Canada avec ses parents en 1955. Formée à l’École national de ballet à Toronto, elle est engagée au Ballet national du Canada comme danseuse principale en 1964, à l’âge de 18 ans (la plus jeune à accéder à ce poste dans cette compagnie). Elle fait ses débuts le 7 janvier 1965 dans le rôle de Juliette dans Roméo et Juliette de John Cranko au côté du danseur Earl Kraul, son partenaire.
Veronica Tennant est considérée, selon James Neufel, l’une des danseuses les plus appréciées du Ballet national du Canada. Il ajoute aussi que sa notoriété nationale sur la scène culturelle canadienne et que sa contribution comme porte-parole aux valeurs de la culture canadienne résultent en une popularité et une influence qui dépasse de loin le monde de la danse. Associée au Ballet national du Canada tout au long de sa carrière, elle fait des tournées en Amérique du Nord, en Amérique du Sud, en Europe et  au Japon. Elle se fait aussi remarquée comme artiste invitée au Jacob’s Pillow, au Ballet de Caracas, au New Orleans Ballet, à l’American Ballet Theatre, au Royal Winnipeg Ballet et au Grands Ballets Canadiens. Elle danse au côté de danseurs célèbres, selon Gérard Mannoni, tels Mikhaïl Barychnikov, Rudolf Noureev et Anthony Dowell et interprète de 1964 à 1989 les plus grands rôles du répertoire classique et moderne dont Juliette dans Roméo et Juliette, Giselle dans Giselle, Swanhilda dans Coppélia, la Sylphide dans La Sylphide, Teresina dans Napoli, Aurore dans La belle au bois dormant, Lise dans La fille mal gardée et Tatiana dans The Dream.
Tennant est aussi l'auteure de deux livres pour enfants : Le rêve de Jennifer (1989), livre illustré par Rita Briansky (traduction de On Stage, Please, 1977) et The Nutcracker (1985) illustré par l’ex-patineur artistique canadien Toller Cranston basé sur un conte de E. T. A. Hoffmann.
Elle fait ensuite carrière comme productrice, directrice et réalisatrice de films et de documentaires liés le plus souvent à la danse. Parmi ses réalisations, on peut citer Salute to Dancers for Life/Dancer pour la vie (1994-95); Margie Gillis : Wild Hearts in Strange Times (1996); Karen Kain: Dancing in the Moment (1998); Northern Light - Visions and Dreams (2003); a pairing of SwanS (2004); et Celia Franca: Tour de Force' (2006). Plusieurs de ses productions ont été diffusées entre autres à CBC (Radio-Canada), CTV et Bravo, et ont remporté des prix dont ceux des Prix Gémeaux remis par l’Académie canadienne du cinéma et de la télévision.
Veronica Tennant est souvent invitée comme conférencière, animatrice et narratrice. Elle a également joué sur scène dans les rôles principaux de On the Town de Leonard Bernstein au Shaw Festival (en) en 1992 et donné la réplique à Timothy Findley, Sylvia Tyson et Joe Sealy (en) dans une adaptation du roman de Findley The Piano Man’s Daughter en 1997 sous la direction artistique de Paul Thompson (en). 
Elle est encore très impliquée dans le milieu artistique en soutenant de jeunes chorégraphes, en donnant des cours et en siégeant sur des conseils d’administration dont le Conseil des arts de l’Ontario, le Toronto Arts Awards Foundation, le Glenn Gould Foundation le Centre de ressources et transition pour danseurs et le Prix du Gouverneur général pour les arts du spectacle. Elle participe à des événements caritatifs. À ce titre, elle est nommée ambassadrice d’UNICEF Canada en 1992. En 2015, elle conçoit et dirige NIÁGARA: A Pan-American Story, un projet multidisciplinaire pour les Jeux panaméricains de 2015.

## Prix et honneurs
Venonica Tennant a remporté plusieurs prix et récompenses au cours de sa carrière. En 1975, elle est la première danseuse à être nommée officier de l’Ordre du Canada. Elle est promue compagnon en 2003. Elle est élue membre de la Société royale du Canada en 2006; membre de l’Allée des célébrités canadiennes en 2001; et nommée membre du Encore! Dance Hall of Fame de Dance Collection Danse en 2018. Elle a reçu la Médaille d’argent mondiale (« Finding Body & Soul »), New York Television/Film Festival en 2010 et la Médaille du jubilé de diamant de la Reine Elizabeth II en 2012,.
Elle a reçu nombre de récompenses dont parmi ceux-ci, le Prix du mérite de la ville de Toronto en 1989; le Prix des Arts et des Lettres du Canadian Club of New York City en 1991; le Prix Walter-Carsen d’excellence en arts de la scène du Conseil des arts du Canada en 2004; le Prix du Gouverneur général pour les arts du spectacle en 2004; et de nombreux prix Gémeaux pour ses réalisations et productions cinématographiques,.
De même, elle a été honorée de plusieurs doctorats honorifiques : doctorat en droit, l’Université Brock (1985); doctorat en lettres de l’Université York (1987); doctorat en droit de l’Université Simon Fraser (1992); doctorat en droit de l’Université de Toronto (1992); et doctorat en lettres de l’Université McGill (2005),.